# Koidu
Koidu je páté nejlidnatější město v Sieře Leone. V roce 2021 zde žilo 128 030 obyvatel. Leží ve Východní provincii, přičemž po městě Kenema je v této provincii druhým nejlidnatějším městem. Od Kenemy leží asi 60 mil severně, dále leží asi 280 mil východně of Freetown, hlavního města země. 
Koidu je z hlediska etnicity velmi různorodým městem, žádná etnická skupina ve městě nemá většinu obyvatel. Dominantním jazykem je nicméně jazyk Krio. Ve městě se narodili sierraleonští viceprezidenti Mohamed Juldeh Jalloh a Samuel Sam-Sumana nebo první dáma země Fatima Bio.